# Gunbai

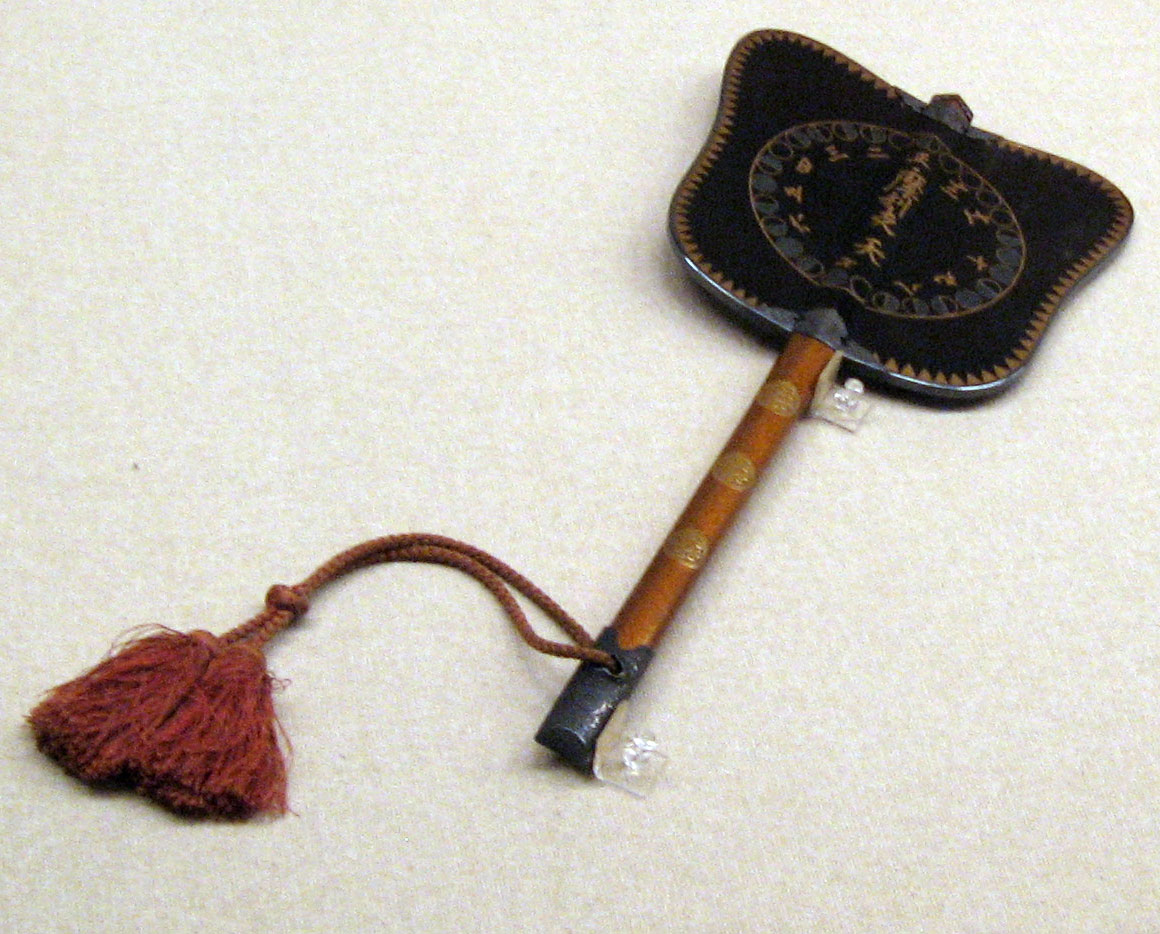
Gunbai

Il gunbai (軍配? abbreviazione per 軍配団扇 gunbai uchiwa) è una tipologia di ventaglio da guerra giapponese.

## Descrizione
Realizzati in legno o in legno ricoperto da placche metalliche i Gunbai erano ventagli rigidi usati dai samurai per comunicare gli ordini ai propri commilitoni.
Ad oggi continuano ad essere usati nel sumo dai Gyōji, i quali designano il vincitore degli incontri indicandoli con il ventaglio. Da questo uso è derivata una nomenclatura peculiare di questo sport: i Gyōji vengono spesso soprannominati Gunbai e, qualora sia messo in dubbio il loro verdetto, la decisione di attenersi ad esso prende il nome di gunbai-dori (軍配通り), letteralmente "stando al gunbai", mentre la decisione di non attenervisi prende il nome di gunbai sashichigae (軍配差し違え), letteralmente "gunbai mancato".

## Riferimenti nella cultura di massa
- Nella serie anime e manga Naruto, il personaggio immaginario Madara Uchiha ne utilizza uno come arma. Sempre nella stessa opera il ventaglio è il simbolo del clan Uchiha (infatti Uchiwa=ventaglio).